# Bulbophyllum siederi
Bulbophyllum siederi är en orkidéart som beskrevs av Leslie Andrew Garay. Bulbophyllum siederi ingår i släktet Bulbophyllum och familjen orkidéer.
Artens utbredningsområde är Sumatera. Inga underarter finns listade i Catalogue of Life.